# Escombreras
|  | Per a altres significats, vegeu «illot d'Escombreras». |

Escombreras és una antiga pedania i un actual polígon industrial situat a dos quilòmetres a l'est de la ciutat de Cartagena i pertanyent a aquest municipi murcià. Destaca per la seva activitat petroquímica, amb una refineria de petroli. També és port industrial de la ciutat de Cartagena.